# 超数学
超数学（ちょうすうがく）あるいはメタ数学（メタすうがく、英語: metamathematics）とは、数学自体を研究対象とした数学のこと。超数学という語を初めて用いたのはヒルベルトであり、彼は数学の無矛盾性や完全性を問題とした。ゲーデルの完全性定理や不完全性定理はその例である。